# Polydeuces (měsíc)
Polydeuces (někdy také Saturn XXXIV) je jeden z nejmenších měsíců planety Saturn. Objeven byl 24. října 2004 vědeckým týmem Cassini Imaging Science Team na snímku pořízeném sondou Cassini. Název Polydeuces, po jednom z dvojčat dcery krále Thestia Lédy, Polydeukéovi, získal v 21. ledna 2005.

## Orbit
Polydeuces patří mezi tzv. koorbitální měsíce, protože obíhá po stejné dráze jako měsíc Dione a malý měsíc Helene. Nachází se v Lagrangeově bodě L5 měsíce Dione.